# Alessandro Mosco
Alessandro Mosco (1962) es un botánico, y zoólogo italiano. Desarrolla actividades académicas en el Departamento de Ciencias de la Vida, de la Universidad de Trieste.
Se ha especializado en la taxonomía de la familia Cactaceae, con énfasis en Thelocactus, y Turbinicarpus, entre otros.

## Algunas publicaciones
- alessandro Mosco. 2009. Micro-morphology and anatomy of Turbinicarpus (Cactaceae) spines. Revista Mexicana de Biodiversidad 80 (1): 119-128

- ------------------------, c. Zanovello. 2003. Die Ontogenie der Dornen in der Gattung Turbinicarpus (Backeberg) Buxbaum and Backeberg. Kakteen und andere Sukkulenten 54: 300-309

- La abreviatura «Mosco» se emplea para indicar a Alessandro Mosco como autoridad en la descripción y clasificación científica de los vegetales.[3]